# Beast Man
Beast Man (spesso scritto anche Beastman o Beast-Man) è un personaggio immaginario creato nel 1981 dalla società produttrice di giocattoli statunitense Mattel per la linea di action figure dei Masters of the Universe, lanciata in tutto il mondo a partire dal 1982.

## Storia
Beast Man fu uno dei primi otto personaggi lanciati dalla Mattel con la prima serie di action figure. Nei primissimi concept e nel primo prototipo era di colore rosso ed aveva un aspetto un po' diverso dal successivo giocattolo definitivo, i cui colori erano tendenti più all'arancione con delle sfumature bluastre sul volto e nei calzoncini. Il giocattolo era dotato di frusta. Il nome Beast Man venne riutilizzato da un personaggio della precedente linea di giocattoli di Flash Gordon della Mattel.

### Minicomic e serie del 1983
Nei primi minicomic, mini fumetti accompagnati agli action figure, Beast Man, che appare con l'aspetto rossastro del prototipo, è uno dei più fedeli servitori di Skeletor e il suo secondo in comando, è dotato di grande forza fisica e viene descritto come un feroce uomo-bestia in grado di evocare la maggior parte delle creature selvagge di Eternia per aiutare Skeletor nei suoi piani. Nella successiva serie a cartoni animati della Filmation del 1983, Beast Man è ancora mostrato come un personaggio dalla grande forza ma di scarsissima intelligenza e spesso vittima di soprusi o di prese in giro da parte di Skeletor e dei suoi compagni, e segretamente desidera diventare lui il leader dei guerrieri diabolici. Per il resto degli episodi, la stupidità di Beast Man funge da elemento comico fra le file nemiche nella serie. Il suo potere maggiore è quello di controllare telepaticamente gli animali, e utilizzarli per attaccare i propri avversari. Tuttavia anche questo potere non è impeccabile, dato che, per esempio, Battle-Cat ne è immune. Un retroscena inaspettato sul passato di Beast Man viene menzionato nella guida della serie (anche se non viene mai citato nel cartone animato): Beast Man, un tempo, era un umano, di nome Biff Beastman, che fu assunto come tecnico nella spedizione spaziale, capitanata da Marlena, ma giunti su Eternia fu trasformato nel mostro che è da Skeletor. Si tratta di uno dei pochissimi antagonisti secondari della serie ad avere un ruolo consistente, a differenza degli altri personaggi che spariscono dopo poche apparizioni per permettere la promozione di quelli legati a nuove action figure.

### Serie del 2002
Nella serie del 2002, il personaggio di Beast Man è rimasto praticamente invariato. Il suo design è molto simile a quello del personaggio originale, aumentato soltanto di stazza (è uno dei personaggi più massicci). Anche la sua personalità è pressoché identica, possibilmente ancora più servile nei confronti di Skeletor. Benché nel cartone animato non venga rivelato nulla sul suo passato, nei fumetti pubblicati in concomitanza alla trasmissione dello show viene detto che Beast Man proviene dalle isole Berserker. Proprio lì, Beast Man ha incontrato per la prima volta Keldor (ovvero Skeletor prima che divenisse tale), che aveva sentito parlare di lui e aveva deciso di reclutarlo. Dopo essere fuggiti insieme da una tribù ostile, Beast-Man decise di lasciare la sua terra e di restare al servizio di Keldor, intimorito dai suoi poteri magici.

### Serie reboot del 2021
Nella serie reboot in CGI He-Man and the Masters of the Universe del 2021, il personaggio appare per la prima volta nella sua versione semi-umana col nome di R'Qazz, acerrimo nemico di Cringer/Battle-Cat. Mentre esplorano la tribù delle tigri, Adam e Krass'tine vengono catturati da R'Qazz, un bracconiere che ha portato via gli artigli originali di Cringer e ha anche fatto il lavaggio del cervello ad altre tigri verdi con la sua frusta di controllo mentale. R'Qazz viene sconfitto e i suoi schiavi-tigre vengono liberati. In seguito Skeletor, tramite il potere della staffa di Havoc, lo trasforma in Beast Man "oscuro dominatore delle bestie".

## Altre apparizioni
Nel lungometraggio I dominatori dell'universo del 1987, Beast Man ha solo un ruolo secondario come uno dei tanti scagnozzi di Skeletor e si limita a fare dei grugniti. Il suo aspetto è diverso dalle precedenti incarnazioni in giocattolo o a cartoni animati, dove era contraddistinto dal colore rosso e arancione, mentre in questa versione ha un colorito tendente al marrone. Il suo ruolo è interpretato dall'attore statunitense Tony Carroll.